# Companhia Paraibana de Gás
A Companhia Paraibana de Gás, mais conhecida por PBGÁS, é uma sociedade de economia mista estadual responsável pela distribuição de gás natural encanado no estado brasileiro da Paraíba. Foi fundada em 25 de outubro de 1994, devido a lei estadual n° 5.680/92. No começo de sua formação contou com a representação do Governo do Estado da Paraíba – acionista controlador,  por meio da Secretaria de Infraestrutura, além de dois acionistas: a Commit Gás e a Gás Participações (GASPART).